# توم بورتون
توم بورتون (بالإنجليزية: Tom Burton)‏ هو مصارع محترف أمريكي، ولد في 1964 في منيابولس في الولايات المتحدة، وتوفي في 29 مارس 2010.